# 용신 (사주팔자)
용신(用神)은 사주팔자에 있어서 단점, 약점, 부족한 점을 보완할 수 있는 기운을 말한다. 용신으로는 억부용신(抑扶用神), 조후용신(調候用神), 통관용신(通關用神), 병약용신(病藥用神), 격국용신(格局用神) 등이 있다.

## 신강과 신약
신강(身强)은 자기 세력(보통 일간(日干)에 있는 천간의 오행을 말한다.)과 일치하거나, 길한 영향을 주는 오행이 많은 상태를 말하고, 신약(身弱)은 자기 세력에 흉한 영향을 주는 오행이 많은 상태를 말한다. 사주명리에 있어서는 보통 비겁(比劫)과 인성(印星)이 네 개 이상이면 신강 사주, 두 개 이하이면 신약 사주로 본다. 또한, 비겁과 인성이 세 개이어서 자기 세력과 상대 세력이 4:4로 똑같은 경우도 있는데, 이를 중화(中和)라고 한다. 이때, 중화도 월지(月支)가 일간하고 어떤 십성 관계를 가지느냐에 따라 신강과 신약을 판정하기도 한다.

## 신(神)의 종류
사주팔자의 구성으로는 사주원국이 있고, 운이 있다. 사주원국은 당사자의 생년월일시를 따져서 네 개의 주(柱), 여덟 개의 글자로 나타낸 결과물을 말하며, 이는 곧 명(命)을 말한다. 운으로는 10년마다 오는 대운(大運), 1년마다 오는 세운(歲運), 한 달마다 오는 월운(月運), 하루마다 오는 일운(日運)이 있다. 대운의 경우에는 대운수를 구해 정하며, 세운과 월운, 일운 등은 해당 해와 달, 날의 간지로 운의 간지를 정한다. 이때 어느 운이 오느냐에 따라 사주원국에 대한 영향이 다르다. 길한 운이 올 수도 있고, 흉한 운이 올 수도 있다. 이를 신(神)이라고 한다. 신에는 크게 다섯 가지가 있다.
사주원국에 있어서 부족한 점, 약점, 단점 등을 보완해서 좋은 운을 가질 수 있는 신이 있다. 이를 용신(用神)이라고 한다. 또한, 용신을 방해하는 신도 존재하는 데, 이를 기신(忌神)이라고 한다. 용신과 기신을 각각 도와주는 신도 존재하는데 이들이 각각 희신(喜神)과 구신(仇神)이다. 그리고 용신과 기신, 희신, 구신 어느 것도 해당하지 않는 신이 하나 있는데 그것이 바로 한신(閑神)이다. 이때, 다섯 가지의 신도 오행처럼 상생상극(相生相剋)한다. 다섯 가지 신의 상생상극은 다음과 같다.
- 용생한(用生閑) : 용신은 한가하게, 평화롭게 해준다.
- 한생구(閑生仇) : 한신은 오래가다가 위기를 처하게 한다.
- 구생기(仇生忌) : 구신은 방해하는데 한 몫을 한다.
- 기생희(忌生喜) : 기신은 절호의 기회로 만들기도 한다.
- 희생용(喜生用) : 희신은 이롭게 하는데 한 몫을 한다.

용신은 희신이 도와주고, 기신은 구신이 도와주기 때문에 희신은 용신을 생하고, 구신은 기신을 생하게 된다.
- 용극구(用剋仇) : 용신은 방해의 주동자를 처리하려고 한다.
- 구극희(仇剋喜) : 구신은 용신을 돕는 것을 제거하려고 한다.
- 희극한(喜剋閑) : 희신은 평범한 것을 넘어 환상적인 것으로 만들려고 한다.
- 한극기(閑剋忌) : 한신은 평화의 위협을 막으려고 한다.
- 기극용(忌剋用) : 기신은 용신을 방해하려고 한다.

기신은 용신을 방해하기 때문에 기신은 용신을 극하게 된다.

## 용신의 종류
용신은 사주원국의 상황에 따라 각기 다른 용신이 있다. 용신으로는 억부용신, 조후용신, 통관용신, 병약용신, 격국용신 등이 있다. 가장 많이 쓰는 용신이 억부용신과 조후용신이다.

### 억부용신
억부용신(抑扶用神)은 억강부약(抑强扶弱)의 말처럼 강한 것은 억제하고, 약한 것은 돕는 용신이다. 한 오행이 너무 과다하거나, 부족하는 경우도 있는데 이를 각각 태왕(太旺), 고립(孤立)이라고 한다. 태왕은 억제하고, 고립은 돕는 용신이 억부용신이다.
한 가지의 오행이 너무 많거나, 너무 부족하면 오행의 상호 관계에 있어서 깨질 수도 있는데, 이는 다음과 같다.
목(木)이 너무 많을 때
- 목다화식(木多火熄) : 나무가 많으면 불은 꺼진다. 나무는 불을 키우지만, 너무 많이 넣으면 산소가 차단되어서 오히려 불이 꺼진다.
- 목다토경(木多土傾) : 나무가 많으면 토양은 기울어지고 무너진다. 나무는 흙 안에 뿌리를 두지만, 너무 많은 그루 수의 나무가 있으면 뿌리를 둘 곳이 부족해 무너진다.
- 목다금결(木多金缺) : 나무가 많으면 금속은 금이 간다. 금속은 나무를 베지만, 나무 줄기가 매우 굵으면 금속은 나무를 쉽게 못 베고 오히려 금이 가거나 녹슨다.
- 목다수축(木多水縮) : 나무가 많으면 물이 줄어들어 부족해진다. 물은 나무를 자라게 하는데, 너무 많은 그루 수의 나무가 있으면 물이 없어지고 부족해 나무가 말라죽을 수 있다.

화(火)가 너무 많을 때
- 화다목분(火多木焚) : 불이 많으면 나무는 불에 타서 없어진다. 불은 나무를 태우는데, 큰 불이 오면 나무들은 모두 태워져 황폐화가 된다.
- 화다토조(火多土燥) : 불이 많으면 토양은 말라진다. 불은 비옥한 토양을 만드는데, 불의 화력이 커지면 비옥한 토양도 모두 말라진다.
- 화다금용(火多金熔) : 불이 많으면 금속은 녹아내린다. 불은 쇠를 비롯한 금속을 녹이기 때문에, 불의 화력이 커질수록 금속도 빨리 녹는다.
- 화다수비(火多水沸) : 불이 많으면 물이 끓고 증발해 없어진다. 화(火)는 온도가 가장 높은 오행이기 때문에, 불의 화력이 커지면 이에 물도 끓고 증발해 수증기가 된다.

토(土)가 너무 많을 때
- 토다목절(土多木折) : 흙이 많으면 나무는 쉽게 뽑혀진다. 나무는 흙 속에 뿌리를 내고 흙은 나무가 떳떳하게 자라나도록 하는데, 토양의 깊이가 너무 깊으면 나무가 쉽게 꺾여지면서 뽑혀진다.
- 토다화회(土多火晦) : 흙이 많으면 불은 결국 사라진다. 불은 나무를 태우고 금속을 녹이는 특징이 있지만, 흙을 태우지도 녹이지도 못해서 불의 화력은 작아져서 사라진다.
- 토다금매(土多金埋) : 흙이 많으면 광물은 깊이 묻어진다. 광물은 땅 속에 있기 때문에, 흙이 많이 쌓이면 그만큼 광물도 깊은 곳에 묻어지게 된다.
- 토다수갈(土多水渴) : 흙이 많으면 물이 말라든다. 흙은 쌓아서 물을 덮기 때문에, 흙이 많으면 물의 양이 부족해지고 말라든다.

금(金)이 너무 많을 때
- 금다목절(金多木切) : 금속이 많으면 나무는 잘려진다. 나무는 금속에 베기 때문에, 금속에 무게가 가면 갈수록, 나무는 잘리기가 쉽다.
- 금다화식(金多火熄) : 금속이 많으면 불은 꺼진다. 불은 금속을 녹이지만, 금속이 너무 많으면 산소가 차단되어서 오히려 불이 꺼진다.
- 금다토변(金多土變) : 금속이 많으면 흙에 변질이 생긴다. 실제로는 아무런 현상도 생기지 않지만, 금속이나 광물이 주위에 둘러싸여 있으면 흙은 마치 광물로 변질된 것처럼 보인다.
- 금다수탁(金多水濁) : 금속이 많으면 물이 흐린다. 물 속에 바위가 있으면, 바위는 매우 흐리기 때문에 물도 이에 따라 흐리게 보이며 더불어 물의 길이 막힌다.

수(水)가 너무 많을 때
- 수다목부(水多木浮) : 물이 많으면 나무가 둥둥 떠 있다. 물은 나무를 자라게 하지만, 물이 너무 많으면 나무가 둥둥 떠 있어 거름이 모잘라 나무가 썩어죽는다.
- 수다화식(水多火熄) : 물이 많으면 불은 꺼진다. 물은 불을 끄기 때문에, 물이 많으면 불은 순식간에 꺼진다.
- 수다토붕(水多土崩) : 물이 많으면 흙이 무너진다. 흙은 물의 흐름에 따라 내려가기 때문에, 물이 너무 많으면 흙이 순식간에 떨어져서 무너진다.
- 수다금침(水多金沈) : 물이 많으면 금속은 잠긴다. 금속은 밀도가 물보다 높아 물에 가라앉기 쉽고, 물이 많으면 바위도 물에 잠긴다.

이렇듯이 한 오행이 너무 많으면 아무리 생해주는 관계이더라도 손해를 볼 수도 있고, 아무리 생을 받는 관계이더라도 잘못하면 썩게 만들 수도 있으며, 아무리 극을 받는 관계이더라도 꿋꿋하게 버틸 수도 있다. 반대로 한 오행이 너무 적으면 생해주는 관계이더라도 챙기기가 바쁠 수도 있고, 아무리 극해주는 관계이더라도 그 쓰임새를 잘 활용하기 어려울 수도 있다. 이렇듯이 과다한 것은 억제하고, 과소한 것은 부조하는 용신이 억부용신이다.